# Nikolái Aleksándrovich Alekséyev
Nikolái Aleksándrovich Alekséyev (en ruso Никола́й Алекса́ндрович Алексе́ев; nacido el 23 de diciembre de 1977 en Moscú) es un abogado, periodista y activista LGBT ruso.
Como autor, publicó en 2002 Гей-брак. Семейный статус однополых пар в международном, национальном и местном праве ("Matrimonio gay. Estado marital de las parejas homosexuales en el Derecho internacional, nacional y local"). El libro trata por primera vez en Rusia el tema de las uniones y del matrimonio igualitario.

## Activista LGBT
Tras graduarse en la Universidad Estatal de Moscú, Alekséyev continuó con su doctorado, cuyo tema de tesis era «La regulación legal de la situación de las minorías sexuales». La tesis fue rechazada en violación de los procedimientos establecidos, posiblemente debido a que rumores sobre su homosexualidad se habían extendido por la facultad. Alekséyev denunció a la universidad por discriminación por orientación sexual en la administración pública y pidió una compensación por daños morales y materiales. La demanda se consideró en 10 de junio de 2005 y el juez la denegó por falta de pruebas. El 6 de marzo de 2006 envió una petición preliminar a la Corte Europea de Derechos Humanos por incumplimiento de la Federación Rusa del respeto a la vida privada (artículo 8 de la convención), el derecho a la educación (artículo 2 del protocolo adicional 1), así como del artículo 14 de la Convención Europea (en 1999 el Tribunal consideró que este artículo también prohibía la discriminación por orientación sexual).
Alekséyev es el director del proyecto Gayrussia.ru, una página LGBT para el público ruso, y es secretario ejecutivo del comité del Día internacional contra la homofobia. 
Además Alekséyev organizó la primera manifestación del orgullo gay de Moscú el 27 de mayo de 2006, a pesar de que había sido prohibida por el alcalde de Moscú, Yuri Luzhkov. Luzhkov había definido la homosexualidad como «no natural» y había avisado a los participantes de que podrían sufrir daños por el «ambiente negativo de Moscú». El día de la manifestación, se reunieron una pequeña cantidad de activistas contra las que actuó la milicia de Moscú. Entre los activistas se encontraban Volker Beck de Bündnis 90 / Die Grünen y el activista británico Peter Tatchell, que fueron agredidos por las milicias. En 2007, a pesar de una nueva prohibición del alcalde de Moscú, Yuri Luzhkov, que calificó la marcha de «acto satánico», Alekséyev volvió a organizar una manifestación LGBT en Moscú. El presidente Putin, comentando la marcha, afirmó que contribuía al «problema demográfico» ruso, donde la población disminuye. En defensa de la marcha acudieron al ayuntamiento de Moscú los europarlamentarios Sophie in 't Veld, Vladimir Luxuria, Marco Cappato, el parlamentario alemán Volker Beck y los miembros de t.A.T.u. y Right Said Fred. Las milicias y el OMON evitaron la entrada en el ayuntamiento, mientras que nacionalistas rusos y extremistas religiosos les lanzaban huevos y tomates. Los activistas LGBT fueron detenidos por «resistencia a la autoridad». Alekséyev fue condenado a una multa de 1000 rublos.
Alekséyev ha tenido otros problemas con la justicia rusa. En verano de 2007 sacó del armario a un diputado de la Duma, Alexander Chuev, en un programa de la cadena de televisión NTV. En diciembre del año 2007 fue detenido al acudir a votar con unos amigos, bajo el pretexto de manifestación ilegal. Posibles razones son la campaña que había realizado anteriormente promoviendo la anulación del voto escribiendo en el boleto «¡No a homófobos!» y que el alcalde de Moscú, Yuri Luzhkov, iba a acudir al mismo colegio electoral más tarde.
La marcha del orgullo de 2008 ha sido prohibida en abril de ese mismo año por Luzhkov.